# 杨汝梅 (1899年)
杨汝梅（1899年8月22日—1985年9月8日），字众先，河北磁县人，会计理论家、会计教育家。

## 生平
1921年，毕业于北京交通大学，后留学美国密歇根大学，获博士学位。1926年底回国后，在北京交通大学，讲授《会计学》。1927年，任上海国立暨南大学等高校任职，任教务长兼《会计学》教授。曾任盐务总局稽核、“四联总处”（指中央银行、中国银行、交通银行、农业银行四家银行的联合总管理处）处长。1949年移居香港，1950年在新亚书院先后任系主任、商学院院长及会计长等职。后即转往浸会学院任教并担任商学院院长等职。
1985年9月8日去世。
他是第一個被列入世界名人录的中国会计学家。